# Бабче
Ба́бче (укр. Бабче) — село в Солотвинской поселковой общине Ивано-Франковского района Ивано-Франковской области Украины.
Население по переписи 2001 года составляло 2484 человека. Занимает площадь 17 км². Почтовый индекс — 77771. Телефонный код — 03471.